# Митчелл-Хеджес, Фредерик Альберт
Фредерик Альберт Митчелл-Хеджес (англ. Frederick Albert Mitchell-Hedges; 22 октября 1882 — июнь 1959) — английский археолог, путешественник и искатель приключений. Стремился найти Атлантиду.
В апреле 1927 года Фредерик Митчелл-Хеджес при раскопках в городе Лубаантун, по собственным утверждениям, обнаружил хрустальный «Череп из Лубаантуна». Есть свидетельство того, что в действительности Митчелл-Хеджес приобрёл череп на аукционе Сотбис в Лондоне 15 октября 1943 года у лондонского арт-дилера Сидни Берни. В декабре 1943 года Мичелл-Хеджес сообщил о своей покупке черепа в письме к брату, прямо заявив, что он приобрел его у Берни.
Экспедиции Митчелл-Хеджеса поддерживали как частные инвесторы, так и музеи, которым он дарил найденные экспонаты. Был женат на Лилиан Агнес Кларк. Митчелл-Хеджес автор таких книг как: «Battles With Giant Fish», «Danger, My Ally» и «Land of Wonder and Fear».
В 1950 году для своей частной коллекции Митчелл-Хеджес приобрел старинную русскую икону, ныне известную, как Ватиканский список Казанского образа Божией Матери.
Послужил одним из прообразов героя голливудских фильмов — Индианы Джонса. История с находкой хрустального черепа легла в основу фильма «Индиана Джонс и Королевство хрустального черепа».